# Fronte per la Difesa delle Istituzioni Costituzionali
Il Front for the Defence of Constitutional Institutions (in arabo: الاتحاد الدستوري; in francese: Front pour la défense des institutions constitutionnelles) è stato un partito politico marocchino. È stato fondato il 21 marzo 1963 da Ahmed Reda Guedira, amico e consigliere del re Hassan II.
Il partito accolse gli interessi della nascente classe imprenditoriale berbera con sede a Casablanca, desiderosa di espandersi nel mondo della politica, allora monopolizzato dall'antica borghesia elitaria di Fès legata al partito dell'Istiqlal.